# Премия «Давид ди Донателло» за лучшие визуальные эффекты
Премия «Давид ди Донателло» за лучшие визуальные эффекты (итал. David di Donatello per i migliori effetti speciali visivi) — один из призов национальной итальянской кинопремии «Давид ди Донателло». Вручается ежегодно с 2004 года.

## Список лауреатов и номинантов

### 2000-е
- 2004
  - Ubik Visual Effects — Boss Film — Легенда о мести
  - Proxima — Агата и Шторм
  - Digitrace Tech (Roma) — Пчёлка Юля
  - Серджио Стивалетти — Уже вчера
  - LCD (Firenze) — Опопомоз
  - Chinatown — Волшебная история пиццы
- 2005
  - Grande Mela — После полуночи
  - Paola Trisoglio и Stefano Marinoni — Входите при свете
  - Proxima — Повторная любовь
  - E.D.I.: Pasquale Croce и Roberto Mestroni — Хрустальные глаза
  - Apocalypse — 3 лика страха
- 2006
  - Proxima — Криминальный роман
  - Francesco Sabelli — RSG Effetti speciali — Зверь в сердце
  - E.D.I. — Лихорадка
  - Guido Pappadà — Огонь в моём сердце
  - Simone Silvesti — 17 этаж
  - UBIK — Тигр и снег
- 2007
  - L'ètude et la supervision des trucages — Francia — Новый свет
  - Stefano Coccia, Massimo Contini, Frame by frame, Rebel think, Sirenae Film Post, Spark digital entertainment, Martina Venettoni, VISION — Фашисты на Марсе
  - Proxima — Я и Наполеон
  - LUMIQ STUDIOS — Торговец камнями
  - FX Italia Digital Group — Гнездо жаворонка
- 2008
  - Paola Trisoglio и Stefano Marinoni per Visualogie — Девушка у озера
  - Proxima — Тихий хаос
  - Marbea — Железобетон
  - Lee Wilson — Мать слёз
  - Corrado Virgilio, Винченцо Ниско — Винкс Клуб: Тайна затерянного королевства
- 2009
  - Nicola Sganca, Rodolfo Migliari per Vision — Изумительный
  - EDI Effetti Digitali Italiani — Как велит Бог
  - Frame by Frame — Демоны Санкт-Петербурга
  - Giuseppe Squillaci — Итальянцы
  - Proxima — Вся жизнь впереди

### 2010-е
- 2010
  - Paola Trisoglio и Stefano Marinoni — Побеждать
  - Mario Zanot — Баария
  - LIMINA — Тот, кто придёт
  - Ermanno Di Nicola — Спичечный человек
  - EDI — Effetti Digitali Italiani — Первое прекрасное
- 2011
  - Rebel Alliance' — Двадцать сигарет
  - CANECANE — Мои друзья – Как всё начиналось
  - RESET VFX — Кристин Кристина
  - Paola Trisoglio, Stefano Marinoni, Paola Randi и Daniele Stirpe Jost — В рай
  - Gianmario Catania и Corrado Virgili — Winx Club: Волшебное приключение
- 2012
  - Stefano Marinoni и Paola Trisoglio — Роман о бойне
  - Palantir Digital Media — Прибытие Ванга
  - Mario Zanot — У нас есть Папа!
  - Stefano Marinoni и Paola Trisoglio, Rodolfo Migliari — Где бы ты ни был
  - Rainbow CGI — Последний землянин
- 2013
  - Mario Zanot — Диас: Не вытирайте эту кровь
  - Raffaele Apuzzo, John Attard, Vittorio Dublino, Andrea Marotti — Дракула 3D
  - Paola Trisoglio и Stefano Marinoni — Сибирское воспитание
  - Bruno Albi Marini — Реальность
  - Gianluca Dentici — Да здравствует свобода
- 2014
  - Rodolfo Migliari и Luca Della Grotta с Chromatica — Великая красота
  - EDI Effetti Digitali Italiani — Цена человека
  - Paola Trisoglio, Stefano Marinoni с Visualogie — Мафия убивает только летом
  - Rodolfo Migliari с Chromatica — Захочу и соскочу
  - Palantir Digital — Песни, мафия, Неаполь